# Shimazaki Tōson

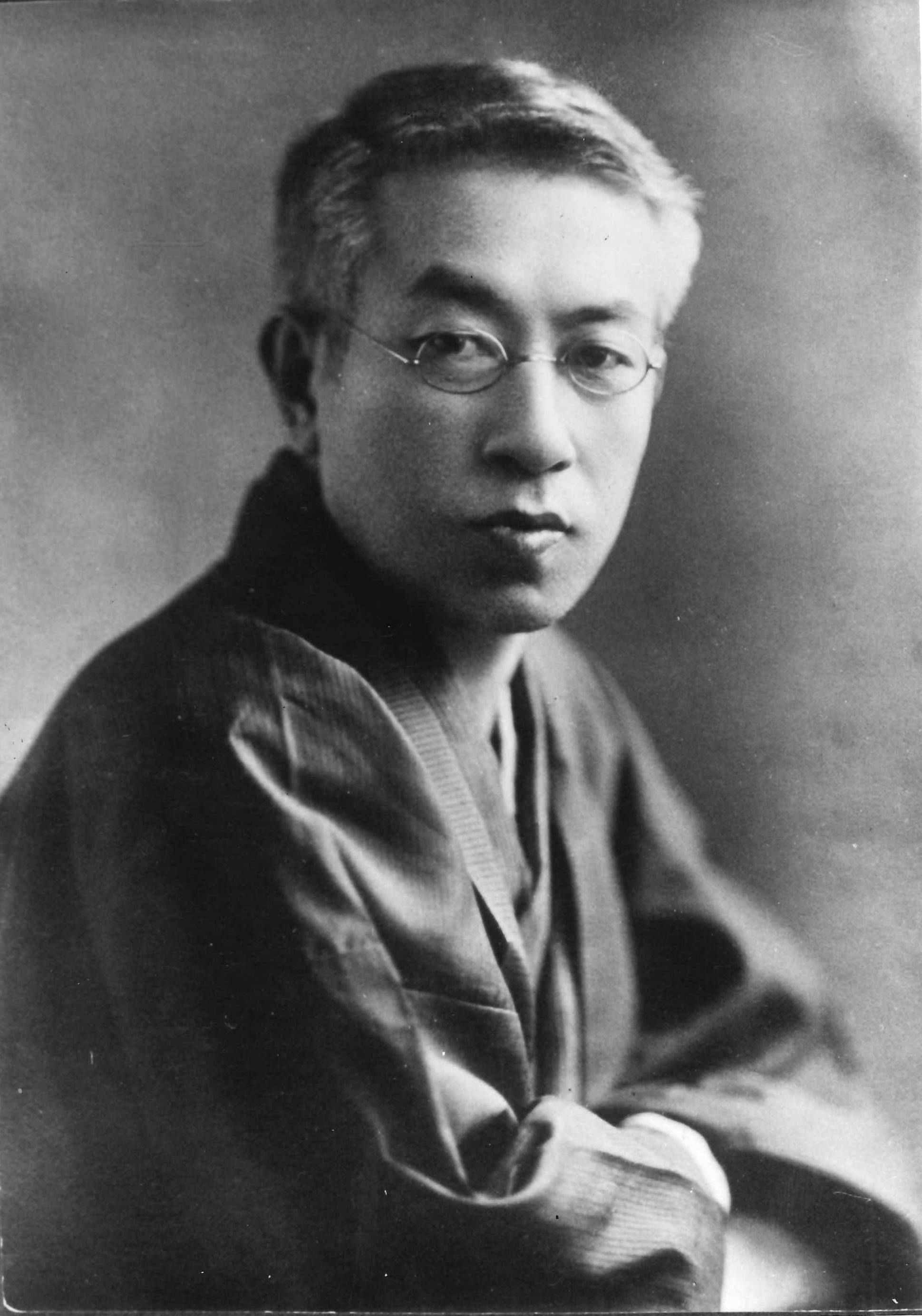
Shimazaki Tōson

Shimazaki Tōson (japanisch 島崎 藤村; * 25. März 1872 in Magome (heute: Nakatsugawa) als Shimazaki Haruki (島崎 春樹); † 22. August 1943 in Tokio) war ein japanischer Schriftsteller der Meiji- und frühen Shōwa-Zeit.

## Leben
Shimazaki wurde 1872 in einer einflussreichen Familie des ländlichen Ortes Magome in der heutigen Präfektur Gifu geboren.
Seine Ausbildung erhielt er an der Mitaei-Schule (三田英学校; Kinjō-Mittelschule 錦城中学) und der Kyōritsu-Schule (共立学校; heutige Kaisei-Oberschule 開成高校). Er studierte am protestantischen Meiji Gakuin (heutige Meiji-Gakuin-Universität), damals einer Privatschule in Tōkyō, und konvertierte dort zum christlichen Glauben. Dort befreundete er sich mit dem Essayisten und Übersetzer Baba Kochō (馬場 孤蝶) und mit Togawa Shūkotsu. Durch diese Freundschaften begann er, sich für Literatur zu interessieren. Gemeinsam gehörten sie 1891 zu den Graduierten der ersten Abschlussklasse.
Nach dem Abschluss des Studiums schrieb er Übersetzungen für die Bildung von Frauen thematisierende Zeitschrift Jogaku Zasshi und begann 1892 an der Meiji Jogakkō (Meiji-Mädchenschule) Englisch zu lehren.
Nach einer unglücklichen Liebesaffäre 1893 mit einer seiner Schülerinnen wanderte er ein halbes Jahr im Kansai-Gebiet umher und zog sich schließlich mit einer Unterbrechung bis zum Oktober in den Kigen-in des Tempels Engaku-ji in Kita-Kamakura zurück.
Shimazaki war zusammen mit Kitamura Tōkoku einer der Mitbegründer der Literaturgesellschaft Bungakukai im Jahre 1893.
Bekannt wurde er durch seine erste Veröffentlichung, die Gedichtsammlung Wakanashu (若菜集, dt. „Sammlung junger Kräuter“), 1897. Ab 1901 arbeitete er an der Komoro-Privatschule (小諸義塾) und verfasste bis 1906 mehrere Prosawerke; Kumo (雲, dt. „Wolken“), Chikumagawa no Sketch (千曲川のスケッチ, Chikumagawa no Suketchi, dt. „Skizzen des Flusses Chikuma“) und Kyūshujin (旧主人, dt. „ehemaliger Herr“).
Obwohl er als Dichter Erfolg hatte, wandte er sich schließlich der Prosaliteratur zu. Seine ersten Prosawerke sind Hakai und Ie. Nach dem Tod seiner Frau zog er zu seiner Nichte Komako. Mit dieser ging er eine inzestuöse Beziehung ein. Als der Skandal bekannt wurde, musste Shimazaki Japan verlassen. Er lebte ab 1913 in Paris und dann Limoges und erlebte hier bis 1916 auch den Ersten Weltkrieg. Nach seiner Rückkehr nach Japan fing er wieder an zu schreiben und verarbeitete die Beziehung mit Komako in Shinsei, 1919.
1928 heiratete er erneut. Es entstanden z. B. Yoake mae und Toho no mon.
Shimazaki wurde 1935 mit dem Asahi-Preis ausgezeichnet und der erste Vorsitzende des neu gegründeten japanischen P.E.N.-Clubs; 1940 wurde er Mitglied der Kaiserlichen Akademie.
Er starb 1943 an einer Gehirnblutung. Sein Grab befindet sich auf dem Friedhof in Magome.

## Über das Werk
Ein Werk der Blüte des Romantizismus in der Meiji-Zeit (明治浪漫主義) ist Shimazakis Gedichtsammlung Wakanashu, 1897, zu verdanken. Die Werke Haru, Ie, Shinsei sowie Arashi sind typisch für die naturalistische Literatur in Japan.
Viele seiner Werke befassen sich mit verschiedenen Aspekten des Lebens in seiner Heimatregion.
1906 veröffentlichte er Ausgestoßen (破戒, Hakai). Dieses behandelt das Thema der Burakumin, sozial benachteiligter Gruppen in Japan, früher als Eta bekannt, am Beispiel eines ausgestoßenen Schullehrers. Dieses Buch wurde in Japan sehr einflussreich.
Seitdem wandte sich sein Interesse Diskussionen der Philosophie und des Lebensstils zu.
Shimazaki beschrieb seine Natur oft als „von den Eltern geerbte Melancholie“. Sein Vater und seine älteste Schwester starben an psychischen Erkrankungen. Er nahm seinen Vater Masaki als Vorbild für sein Buch Yoakemae (夜明け前, dt. „Vor der Dämmerung“).

## Werke

### Gedichte
- Wakanashu (若菜集, etwa „Sammlung junger Kräuter“), 1897
- Rakubaishu (落梅集, etwa „Fallende Pflaumenblüten“), 1901

### Romane
- 1906 Hakai  (破戒)
  - dt. „Ausgestoßen“, übersetzt von Jürgen Berndt, Insel Verlag, Frankfurt am Main, 1989
- 1908 Haru (春, etwa „Frühling“)
- 1910 Ie (家, engl. “Family”)
- 1919 Shinsei (新生, engl. “A New Life”)
- 1935 Yoake mae (夜明け前, dt. „Vor der Morgendämmerung“)
- 1943 Toho no Mon (東方の門, engl. “The East Gate”)

## Filmografie
- 1948 – Hakai (破戒), Regie: Ichikawa Kon
- 1953 – Yoake mae (夜明け前), Regie: Yoshimura Kozaburo
- 1956 – Arashi (嵐), Regie: Inagaki Hiroshi
- 1962 – Hakai (破戒), Regie: Kinoshita Keisuke